# Bogádmindszent
Bogádmindszent ist eine ungarische Gemeinde im Kreis Sellye im Komitat Baranya.